# Harry Dym
Harry Dym (né en 1938 et mort le 18 juillet 2024, hébreu : הארי דים) est un mathématicien israélien à l'Institut Weizmann des Sciences.

## Biographie
Dym obtient son doctorat en 1965 du Massachusetts Institute of Technology, sous la direction de Henry McKean. Il introduit l'équation de Dym, qui porte son nom. Les recherches de Dym portent sur la théorie des opérateurs, la théorie de l'interpolation et les problèmes inverses.

## Publications
- en tant qu'éditeur avec Bernd Fritzsche, Victor Katsnelson et Bernd Kirstein : Topics in Interpolation Theory, Birkhäuser 1997[2]
- Linear Algebra in Action, American Mathematical Society 2007
- avec Henry McKean : Fourier Series and Integrals, Academic Press 1974[3]
- avec Henry McKean: Gaussian processes, function theory, and the inverse spectral problem, Academic Press 1976[4], Dover 2008
- {\displaystyle J} fonctions matricielles contractives, reproduisant les espaces de Hilbert du noyau et l'interpolation, AMS 1989[5]
- comme éditeur : Topics in Analysis and Operator Theory, Birkhäuser 1989
- avec Vladimir Bolotnikov : On boundary interpolation for matrix valued Schur functions, AMS 2006
- avec Damir Arov (ru) : {\displaystyle J} -contractive matrix valued functions and related topics, Cambridge University Press 2008